# Prosector
Um prosector é uma pessoa com a tarefa especial de preparar uma dissecação para demonstração, geralmente em escolas de medicina ou hospitais. Muitos anatomistas importantes começaram suas carreiras trabalhando para palestrantes e demonstradores em anatomia e patologia.
O ato difere daquele de dissecar. Uma prossecção é uma dissecção preparada profissionalmente por um prosector – uma pessoa que é bem versada em anatomia e que, portanto, prepara uma amostra para que outros possam estudar e aprender anatomia com ela. Uma dissecção é preparada por um aluno que está dissecando o espécime com o objetivo de aprender mais sobre as estruturas anatômicas pertencentes a esse espécime. O termo dissecção também pode ser usado para descrever o ato de cortar.